# Starboard Island
Starboard Island is een onbewoond eiland dat deel uitmaakt van de Canadese provincie Newfoundland en Labrador. Het heeft een oppervlakte van ruim 3 hectare en bevindt zich vlak voor de noordkust van Newfoundland.

## Toponymie
De naam van het eiland betekent letterlijk "stuurboordeiland". Zo'n 400 m verder zuidwaarts ligt Port Island, wat "bakboordeiland" betekent. Bij het binnenvaren van de zeearm Maiden Arm varen boten immers tussen beide eilanden met Starboard Island aan stuurboord en Port Island aan bakboord. De namen van de eilanden zijn een typisch voorbeeld van Newfoundlandse toponiemen die verbonden zijn aan de scheepvaart en visserij.

## Geografie
Starboard Island ligt in het zuidelijke gedeelte van de Hare Bay, een grote baai aan de oostelijke zijde van het Great Northern Peninsula van Newfoundland. Het ligt pal in de toegang van een kleine inham genaamd Starboard Cove en wordt door minder dan 150 m aan zeewater gescheiden van het Newfoundlandse vasteland. Het bevindt zich in een afgelegen gebied op zo'n 6 km ten westen van de Fischoteilanden.
Het eiland is rotsachtig en bereikt een hoogte van 12 m boven de zeespiegel. Het bevindt zich ten zuiden van de kaap Maiden Point. Vlakbij gelegen eilanden zijn Port Island en Deaths Head Island.

## Meeuwen
Het rotsachtige eiland huisvest een broedkolonie van Amerikaanse zilvermeeuwen. De grootte van de kolonie werd op 24 juni 2001, bij de eerste Canadese zeevogeltelling te Newfoundland, bestempeld als 'medium' (101–500 individuen). Bij de tweede telling op 24 juni 2006 werd de grootte van de kolonie vastgesteld als zijnde 'klein' (1–100 individuen).